# Polittico di san Giovanni Battista (Boselli)
Il polittico di san Giovanni Battista era un dipinto realizzato da Antonio Boselli nel 1504, composto da otto tavole di cui molte perdute e alcune conservate nell'Accademia Carrara. ma realizzata per la chiesa di Santa Maria della Consolazione di Almenno San Salvatore.

## Storia
Il polittico era stato commissionato all'artista bergamasco per la cappella intitolata a san Giovani Battista e a san Pietro, cappella che godeva del giuspatronato dell'importante famiglia Luelli di Almenno Sal Salvatore voluta da fra Zambelli e Antonello suo nipote: “cogetti de luellis”. Il lavoro fu commissionato da ser Zambello Luelli e dal nipote Antonello con un contratto stipulato il 10 dicembre 1504 al prezzo di 200 lire. Il polittico venne citato come cum suis ornamentis intayatis ac etiam indoratis. Doveva essere completo dall'immagine di Dio Padre. La commissione ne ordinò anche le singole tavole.
La commissione dei due rappresentanti della famiglia Luelli, descriveva anche cosa dovevano raffigurare le singole tavole: in alto al centro doveva essere presente la Vergine con al fianco sant'Anna a destra e corrispondente a sinistra santa Caterina d'Alessandria. Nella sezione inferiore dovevano essere presenti le tavole con la raffigurazione di san Giovanni che battezza Cristo nella tavola centrale, e laterali sant'Agostino e sant'Antonio abate.
Contemporaneamente l'artista avrebbe dovuto affrescare la volta della cappella con l'immagine dell'annunciazione e a fianco lo stemma della famiglia committente. Anche la consegna del materiale ligneo e la spesa per la realizzazione, fu divisa tra i due committenti. L'opera doveva essere ultimata per il giorno dedicato a san Pietro il 29 giugno 1505. 
Il polittico fu poi rimosso e portato nella chiesa parrocchiale di San Nicola diventando poi proprietà della famiglia Lurani Cernuschi che lo consegnarono in deposito alla pinacoteca dell'Accademia Carrara.

## Descrizione
Difficile ricostruire il polittico se non dalla descrizione inserita nell'atto di committenza del 10 dicembre 1503 perché alcune tavole sono andate perdute. Sono inoltre due i polittici realizzati dal Boselli per questa chiesa. Il secondo eseguito nel 1514 per la cappella dedicata a san Rocco.
La tavola che doveva essere ospitata nella parte centrale del primo ordine raffigura san Giovanni Battista nell'atto di battezzare Gesù con le acque del Giordano, posto centralmente alla tavola. San Pietro è presente sul lato sinistro, raffigurato come un anziano che regge le chiavi e un libro sacro ed è avvolto in un mantello rosso acceso. A destra Giovanni Battista solleva una bacinella con l'acqua che versa sul capo di battezzato, ed è avvolto in un bellissimo mantello dorato. Gesù volge il suo sguardo diretto all'osservatore e alza il braccio destro benedicente e indossa un semplice perizoma. I colori intensi, malgrado i tratti molto semplici, raccontano un momento di intensa gioia. La scena l'artista la inserisce in un prato, posto in prossimità del fiume che pare avvolgere tutti i personaggi nel fondo azzurro, che confonde acqua e cielo, come uniti in una cosa unica. Tutti e tre i personaggi hanno l'aureola bianca, mentre Cristo ha anche i raggi di luce.
La tavola che doveva trovarsi sul lato sinistro inferiore raffigura sant'Agostino inserito di fronte a una nicchia dorata. Il santo tiene un libro appoggiato sulle ginocchia mentre con la destra tiene il pastorale. L'abito rosso è punteggiato da tante stelle doro. Indossa la tiara e è raffigurato come un anziano con la lunga barba bianca.
Il lato destro ospitava la tavola raffigurante sant'Antonio Abate anche questi inserito in una nicchia ma rivolto verso destra. I campanelli sono tenuti con la mano sinistra mentre la destra regge il pastorale.
Seguivano poi nella lunetta l'immagine di Dio Padre andata perduta. Vi erano inoltre sul livello superiore la statua di san Rocco, e laterali le due tavole raffiguranti san Sebastiano a sinistra e san Cristoforo a destra. Completava il polittico l'immagine della Madonna in trono col Bambino ei santi Giuseppe e Andrea. La statua del santo nel polittico della cappella fu probabilmente eseguita successivamente, nel 1515 e forse proviene dal polittico di san Rocco sempre del Boselli ma posto nella cappella al santo francese protettore della peste. Non vi è comunque certezza sulla disposizione delle tavole sul secondo ordine.
Il san Cristoforo conservato nella pinacoteca dell'Accademia Carrara, farebbe riferimento invece al polittico realizzato nel 1514 per la cappella dedicata a san Rocco. Il santo regge il Bambino sulle spalle e gli volge uno sguardo particolarmente dolce. Il politico ospitava anche le tavole raffiguranti san Sebastiano, sant'Andrea con la Croce san Giuseppe con gli attrezzi da falegname.